# رحيل مع الشمس (مسلسل)
رحيل مع الشمس هو مسلسل درامي مصري من إنتاج قطاع الإنتاج باتحاد الإذاعة والتلفزيون في مصر، عرض في عام 2010. من إخراج تيسير عبود، وتأليف منى نور الدين، ومن بطولة ريهام عبد الغفور، وأحمد خليل، وداليا مصطفى، وعزت أبو عوف، وإنجي شرف.

## القصة
يناقش المسلسل قضية سيطرة الماديات على المشاعر الإنسانية، حيث يتولد الصراع بين الأحبة أو الإخوة بدون مراعاة للروابط الإنسانية بينهم، كما يسلط الضوء أيضًا على رجال الأعمال الفاسدين الذين يستغلون نفوذهم للقيام بأعمال غير قانونية، من أجل الوصول لأهدافهم.

## الممثلون
- ريهام عبد الغفور[5]
- أحمد خليل
- داليا مصطفى
- عزت أبو عوف
- إنجي شرف
- ميمي جمال
- محمود قابيل
- سوسن بدر
- سماح أنور
- خيرية أحمد
- حسناء سيف الدين
- شمس
- أيمن عزب
- روجينا
- ريم هلال
- ياسمين جمال
- أحمد منير
- بوسي سمير
- منى هلا
- ليلى جمال
- فايق عزب
- رمضان عواد
- ريم خلف
- يوسف جلال
- هناء بركات
- محمد صلاح
- إحسان الترك
- إيمان حسن
- محمد فرغلي
- هشام كامل
- مديحة أنور
- جميلة صبري
- هالة هاشم
- طلعت الشريف
- أحمد العشري
- سيد الطيب
- نادر نور الدين
- مجدي فكري
- عبد الله حفني
- يوسف فوزي
- درة
- أسامة عباس
- ياسر جلال
- سيد صادق